# Майкірх
Майкірх (нім. Meikirch) — громада  в Швейцарії в кантоні Берн, адміністративний округ Берн-Міттельланд.

## Географія
Громада розташована на відстані близько 10 км на північний захід від Берна.
Майкірх має площу 10,2 км², з яких на 9,3% дозволяється будівництво (житлове та будівництво доріг), 64,4% використовуються в сільськогосподарських цілях, 26,3% зайнято лісами, 0,1% не є продуктивними (річки, льодовики або гори).

## Демографія
2019 року в громаді мешкало 2473 особи (+5,5% порівняно з 2010 роком), іноземців було 7,1%. Густота населення становила 242 осіб/км².
За віковим діапазоном населення розподілялося таким чином: 18% — особи молодші 20 років, 56,2% — особи у віці 20—64 років, 25,8% — особи у віці 65 років та старші. Було 1088 помешкань (у середньому 2,2 особи в помешканні).
Із загальної кількості 507 працюючих 74 було зайнятих в первинному секторі, 107 — в обробній промисловості, 326 — в галузі послуг.